# Вичюс, Гядиминас
Гядими́нас Ви́чюс (лит. Gediminas Vičius; род. 5 июля 1985, Каунас) — литовский футболист, полузащитник. Известен очень длинными вбрасываниями из аута.

## Карьера

### Клубная

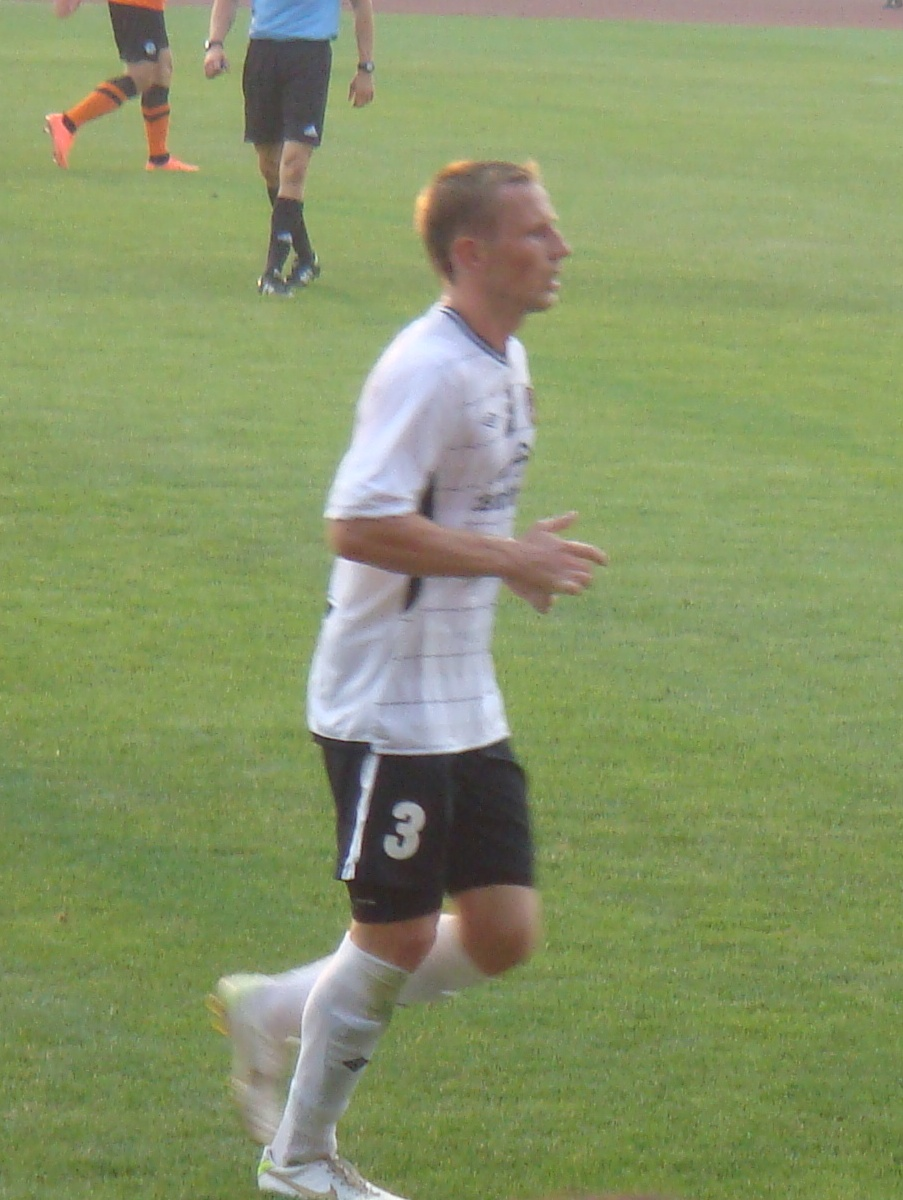
Гедиминас Вичюс в игре за «Шахтёр»

Воспитанник «Каунаса». Начинал профессиональную карьеру в клубе первой лиги «Кареда» (Каунас).
В 2008—2009 играл за «Каунас», имел опыт выступлений в лиге чемпионов и Кубке УЕФА, также был призёром и чемпионом Литвы.
В 2010 году был вариант перехода в астраханский «Волгарь-Газпром» и владикавказскую «Аланию», но он выбрал карагандинский «Шахтёр». В начале первого сезона футболист забил 5 мячей, однако затем получил травму. В 2011 при новом наставнике, Викторе Кумыкове часто стал сбрасывать ауты, которые по своему исполнению, получались опаснее иных стандартов. Его команда в сезоне 2011 забила немало голов с помощью аутов Вичюса, и впервые в истории, клуб стал чемпионом страны. Через год Гедиминас с командой защитили титул чемпиона, а сам футболист был признан болельщиками лучшим иностранным футболистом «Шахтёра».

### Сборная
Дебютировал в сборной Литвы в заключительном матче отборочного турнира чемпионаты Европы 2012 в домашнем матче со сборной Чехии.

## Достижения

### Командные

#### «Кауно Егиряй»
- Серебряный призёр первой лиги Литвы: 2004

#### «Каунас»
- Победитель северной зоны второй лиги Литвы: 2009

#### «Шахтёр»
- Чемпион Казахстана (2): 2011, 2012
- Обладатель Кубка Казахстана: 2013
- Обладатель Суперкубка Казахстана: 2013
- Итого: 4 трофея

### Личные
- В списке 33 лучших футболистов казахстанской Премьер-Лиги: №3: 2012

## Статистика выступлений

### Клубная
| Клуб               | Сезон            | Лига             | Лига  | Лига | Кубки  | Кубки | Кубки | Конт.турниры | Конт.турниры | Конт.турниры | Прочие | Прочие | Прочие | Всего | Всего |
| Клуб               | Сезон            | Сорев.           | Матчи | Голы | Сорев. | Матчи | Голы  | Сорев.       | Матчи        | Голы         | Сорев. | Матчи  | Голы   | Матчи | Голы  |
| ------------------ | ---------------- | ---------------- | ----- | ---- | ------ | ----- | ----- | ------------ | ------------ | ------------ | ------ | ------ | ------ | ----- | ----- |
| Кареда             | 2001             | ПЛЛ              | ?     | 0    | КЛ     | ?     | ?     | -            | -            | -            | -      | -      | -      | ?     | 0     |
| Кареда             | 2002             | ПЛЛ              | ?     | 6    | КЛ     | ?     | ?     | -            | -            | -            | -      | -      | -      | ?     | 6     |
| Кареда             | 2003             | ПЛЛ              | ?     | 3    | КЛ     | 0     | 0     | -            | -            | -            | -      | -      | -      | ?     | 3     |
| Кареда             | Всего            | Всего            | ?     | 9    |        | 0     | 0     |              | -            | -            |        | -      | -      | ?     | 9     |
| Кауно Егиряй       | 2004             | ПЛЛ              | ?     | 6    | КЛ     | ?     | ?     | -            | -            | -            | -      | -      | -      | ?     | 6     |
| Кауно Егиряй       | 2005             | ПЛЛ              | ?     | 4    | КЛ     | ?     | ?     | -            | -            | -            | -      | -      | -      | ?     | 4     |
| Кауно Егиряй       | Всего            | Всего            | ?     | 10   |        | 0     | 0     |              | -            | -            |        | -      | -      | ?     | 10    |
| Шилуте             | 2005             | ЧЛ               | 15    | 3    | КЛ     | ?     | ?     | -            | -            | -            | -      | -      | -      | 15    | 3     |
| Шилуте             | 2006             | ЧЛ               | 7     | 0    | КЛ     | ?     | ?     | -            | -            | -            | -      | -      | -      | 7     | 0     |
| Шилуте             | 2007             | ЧЛ               | 31    | 5    | КЛ     | ?     | ?     | -            | -            | -            | -      | -      | -      | 31    | 5     |
| Шилуте             | 2008             | ЧЛ               | 16    | 0    | КЛ     | ?     | ?     | -            | -            | -            | -      | -      | -      | 16    | 0     |
| Шилуте             | Всего            | Всего            | 69    | 8    |        | 0     | 0     |              | -            | -            |        | -      | -      | 69    | 8     |
| Каунас             | 2008             | ЧЛ               | 0     | 0    | КЛ     | 2     | 0     | ЛЧ+К         | 0            | 0            | -      | -      | -      | 2     | 0     |
| Каунас             | 2009             | ВЛЛ              | 10    | 15   | КЛ     | 5     | 3     | ЛЕ           | 2            | 0            | -      | -      | -      | 17    | 18    |
| Каунас             | Всего            | Всего            | 10    | 15   |        | 7     | 3     |              | 2            | 0            |        | -      | -      | 19    | 18    |
| Шахтёр (Караганда) | 2010             | ЧК               | 25    | 5    | КК     | 3     | 0     | ЛЕ           | 2            | 0            | -      | -      | -      | 30    | 5     |
| Шахтёр (Караганда) | 2011             | ЧК               | 30    | 1    | КК     | 2     | 0     | ЛЕ           | 4            | 0            | -      | -      | -      | 36    | 1     |
| Шахтёр (Караганда) | 2012             | ЧК               | 23    | 7    | КК     | 5     | 0     | ЛЧ           | 2            | 0            | СК     | 1      | 0      | 31    | 7     |
| Шахтёр (Караганда) | 2013             | ЧК               | 18    | 1    | КК     | 6     | 0     | ЛЧ+ЛЕ        | 6+5          | 0+0          | СК     | 1      | 0      | 36    | 1     |
| Шахтёр (Караганда) | 2014             | ЧК               | 29    | 5    | КК     | 4     | 0     | ЛЕ           | 6            | 0            | СК     | 0      | 0      | 39    | 5     |
| Шахтёр (Караганда) | Всего            | Всего            | 125   | 19   |        | 20    | 0     |              | 25           | 0            |        | 2      | 0      | 172   | 19    |
| Всего за карьеру   | Всего за карьеру | Всего за карьеру | 204   | 61   |        | 27    | 3     |              | 27           | 0            |        | 2      | 0      | 260   | 64    |

### В сборной

#### Матчи и голы за сборную
| №  | Дата             | Место                                                | Соперник             | Счёт | Голы Вичюса | Соревнование                                      |
| 1  | 11 октября 2011  | Литва, Каунас, Стадион имени С. Дарюса и С. Гиренаса | Чехия                | 1:4  | —           | Отборочный матч чемпионата Европы по футболу 2012 |
| 2  | 29 мая 2012      | Швейцария, Ньон, «Коловрей»                          | Россия               | 0:0  | —           | Товарищеский матч                                 |
| 3  | 1 июня 2012      | Эстония, Выру, «Выру»                                | Латвия               | 0:5  | —           | Матч кубка Балтии по футболу 2012                 |
| 4  | 7 июня 2012      | Беларусь, Минск, «Динамо»                            | Беларусь             | 1:1  | —           | Товарищеский матч                                 |
| 5  | 7 сентября 2012  | Литва, Вильнюс, Стадион ЛФФ                          | Словакия             | 1:1  | —           | Отборочный матч чемпионата мира по футболу 2014   |
| 6  | 11 сентября 2012 | Греция, Пирей, «Караискакис»                         | Греция               | 0:2  | —           | Отборочный матч чемпионата мира по футболу 2014   |
| 7  | 6 сентября 2013  | Латвия, Рига, «Сконто»                               | Латвия               | 1:2  | —           | Отборочный матч чемпионата мира по футболу 2014   |
| 8  | 10 сентября 2013 | Литва, Мариямполе, «Судува»                          | Лихтенштейн          | 2:0  | —           | Отборочный матч чемпионата мира по футболу 2014   |
| 9  | 15 октября 2013  | Литва, Каунас, Стадион имени С. Дарюса и С. Гиренаса | Босния и Герцеговина | 0:1  | —           | Отборочный матч чемпионата мира по футболу 2014   |
| 10 | 18 ноября 2013   | Молдова, Кишинёв, «Зимбру»                           | Молдова              | 1:1  | —           | Товарищеский матч                                 |
| 11 | 5 марта 2014     | Турция, Анталья, «Мардан»                            | Казахстан            | 1:1  | 1           | Товарищеский матч                                 |
| 12 | 6 июня 2014      | Польша, Гданьск, «PGE Arena»                         | Польша               | 1:2  | —           | Товарищеский матч                                 |
| 13 | 3 сентября 2014  | Австрия, Линц, «Линцер»                              | ОАЭ                  | 1:1  | —           | Товарищеский матч                                 |
| 14 | 8 сентября 2014  | Сан-Марино, Серравалле, Олимпийский стадион          | Сан-Марино           | 2:0  | —           | Отборочный матч чемпионата Европы по футболу 2016 |
| 15 | 9 октября 2014   | Литва, Вильнюс, Стадион ЛФФ                          | Эстония              | 1:0  | —           | Отборочный матч чемпионата Европы по футболу 2016 |
| 16 | 12 октября 2014  | Литва, Вильнюс, Стадион ЛФФ                          | Словения             | 0:2  | —           | Отборочный матч чемпионата Европы по футболу 2016 |
| 17 | 15 ноября 2014   | Швейцария, Санкт-Галлен, «АФГ Арена»                 | Швейцария            | 0:4  | —           | Отборочный матч чемпионата Европы по футболу 2016 |

Итого: 17 матчей / 1 гол; 3 победы, 6 ничьих, 8 поражений.

#### Сводная статистика
| Сборная          | Год              | Отборочные матчи ЧМ | Отборочные матчи ЧМ | Финальные матчи ЧМ | Финальные матчи ЧМ | Отборочные матчи ЧЕ | Отборочные матчи ЧЕ | Финальные матчи ЧЕ | Финальные матчи ЧЕ | Товарищеские матчи | Товарищеские матчи | Итого | Итого |
| Сборная          | Год              | Игры                | Голы                | Игры               | Голы               | Игры                | Голы                | Игры               | Голы               | Игры               | Голы               | Игры  | Голы  |
| ---------------- | ---------------- | ------------------- | ------------------- | ------------------ | ------------------ | ------------------- | ------------------- | ------------------ | ------------------ | ------------------ | ------------------ | ----- | ----- |
| Литва            | 2011             | —                   | —                   | —                  | —                  | 1                   | 0                   | —                  | —                  | —                  | —                  | 1     | 0     |
| Литва            | 2012             | 2                   | 0                   | —                  | —                  | —                   | —                   | —                  | —                  | 3                  | 0                  | 5     | 0     |
| Литва            | 2013             | 3                   | 0                   | —                  | —                  | —                   | —                   | —                  | —                  | 1                  | 0                  | 4     | 0     |
| Литва            | 2014             | —                   | —                   | —                  | —                  | 4                   | 0                   | —                  | —                  | 3                  | 1                  | 7     | 1     |
| Всего за карьеру | Всего за карьеру | 5                   | 0                   | 0                  | 0                  | 5                   | 0                   | 0                  | 0                  | 7                  | 1                  | 17    | 1     |